# Crowne Plaza San Salvador
El Hotel Hilton San Salvador 
se encuentra ubicado en el complejo financiero World Trade Center San Salvador y Torre Futura junto con Plaza Futura.  El hotel cuenta con 198 habitaciones y 23 salones con espacio para hasta 4,000 personas.

## Historia
El Grupo Agrisal, fundado en 1955 por un grupo de empresarios salvadoreños, creó la Sociedad Anónima Compañía Hotelera Salvadoreña S.A. En 1958, esta sociedad se asoció con Intercontinental Hotels Corporation, para construir el primer hotel de lujo en El Salvador. El costo total del hotel fue de ocho millones de colones y se contrató al arquitecto estadounidense William B. Tabler para diseñar el edificio.
Hotel El Salvador Intercontinental abrió sus puertas al público el 28 de junio de 1958 como el primer hotel de lujo en El Salvador, uno de los primeros hoteles de lujo en Centroamérica y uno de los primeros Intercontinental en América Latina. 
En abril de 1975, Grupo Agrisal decide administrarlo directamente bajo un contrato de franquicia con la conocida cadena Sheraton, es así como nace Hotel El Salvador Sheraton con una remodelación, un ballroom nuevo y una torre de suites conocida como Torre VIP. En 1990 se convierten en Hotel El Salvador, iniciando esta etapa con una remodelación completa.  
La Torre VIP tiene un significado histórico como el sitio del famoso asedio de Boinas Verdes Estadounidenses por guerrilleros del FMLN en noviembre de 1989. La Torre VIP también se hizo conocida entre 1991-1995 como sede de ONUSAL, la Misión de Observadores de las Naciones Unidas en El Salvador.
Unos años después, en 1999, se asocia con la cadena hotelera Radisson Plaza. En el 2010 el hotel pasó a ser el Crowne Plaza San Salvador, en octubre de 2023 pasa a ser manejado bajo la marca Hilton Hotels & Resorts. 
En el medio de la transición de Radisson Plaza a Crowne Plaza, este hotel se llamó simplemente "EL Hotel", haciendo honor a que siempre fue conocido como "El hotel" de referencia y que la ruta de buses 52 nunca colocó el nombre de la franquicia para anunciar el destino, siempre colocó "Hotel" como una de sus paradas anunciadas. Esto se debió a que la franquicia Crowne Plaza no tenía autorización de uso de marca justo al momento de finalizar contrato con Radisson Plaza. Este periodo sirvió para redefinir su estrategia mercadológica, afinar la transición interna de marcas y abogar al recuerdo del consumidor para hacer referencia que "El hotel" referencia de San Salvador se estaba renovando.